# 豪威爾·哈利斯
豪威爾·哈利斯（1714年1月23日—1773年7月21日）是一位加爾文派衛理公會傳教士。他與丹尼爾·羅蘭和威廉·威廉姆斯·潘蒂塞林一起是18世紀威爾士衛理公會復興的主要領導者之一。
哈利斯於1714年1月23日出生於布雷克諾克郡塔爾加斯附近的特雷菲卡。他是木匠豪厄爾·阿普·豪厄爾（Howel ap Howel，别名哈利斯，约1672-1731年）和妻子蘇珊娜（Susannah，卒於1751年的五個孩子中最小的一個。  這個家族最初來自卡馬森郡，但於1700年定居在特雷費卡，老豪威爾在那裏購買了一小塊地。哈利斯的大哥約瑟夫曾接受過鐵匠培訓，但在倫敦學習後獲得了英國皇家鑄幣廠的職位。他的另一個兄弟托馬斯（Thomas）作為一名為富有客戶提供服務的裁縫而聞名，並積累了足夠的收入來購買特雷根特（Tregunter）和特雷菲卡（Trefeca）的莊園以及附近的其他房產。 1768年，他擔任布雷克諾克郡高級治安官。 
1735年3月，哈利斯在復活節前的星期日聽了普賴斯·戴維斯牧師關於參加聖餐的必要性的佈道後，皈依了宗教。這導致了數週的自我反省，並在1735年5月聖靈降臨節的聖餐儀式上，達到了高點。在回答了魔鬼的指控之後，他領受了聖餐，並確信自己通過基督的寶血得到了憐憫，這讓他感到非常高興。 他立即開始告訴其他人這件事，並在家裡舉行會議，鼓勵其他人尋求同樣基督寬恕的保證。
由於他持有“衛理公會”的觀點，所以他未能被英國聖公會接受任命。相反，他成為了一名巡迴傳教士，孜孜不倦地決心在威爾士傳播福音。在獲得追隨者之前，他的佈道常常使他陷入個人危險、逼害和困境。自1738年起，他得到了當地鄉紳、早期皈依者馬默杜克·格溫的支持。 